# Paradidactylia pierreclementi
Paradidactylia pierreclementi är en skalbaggsart som beskrevs av Dellacasa 1988. Paradidactylia pierreclementi ingår i släktet Paradidactylia och familjen Aphodiidae. Inga underarter finns listade i Catalogue of Life.